# Cliorismia latiphalangis
Cliorismia latiphalangis är en tvåvingeart som beskrevs av Akira Nagatomi och Lyneborg 1987. Cliorismia latiphalangis ingår i släktet Cliorismia och familjen stilettflugor. Inga underarter finns listade i Catalogue of Life.